# حنا فلك
حنا فلك (بالسويدية: Hanna Falk)‏ هي متزحلقة سويدية، ولدت في 5 يوليو 1989 في Ulricehamn Municipality ‏ في السويد.

## وصلات خارجية
- حنا فلك على موقع الاتحاد الدولي للتزلج (التزلج الريفي) (الإنجليزية)
- حنا فلك على موقع اللجنة الأولمبية الدولية (الإنجليزية)
- حنا فلك على موقع أوليمبيديا (الإنجليزية)
- حنا فلك على موقع اللجنة الأولمبية السويدية (السويدية)